# Selo pri Bledu
Selo pri Bledu (Duits: Sellen bei Veldes) is een plaats in Slovenië en maakt deel uit van de gemeente Bled in de NUTS-3-regio Gorenjska. De plaats telde 205 inwoners op 1 januari 2020.